# Zdole (gmina Krško)
Zdole – wieś w Słowenii, w gminie Krško. W 2018 roku liczyła 269 mieszkańców.